# The Chartered College of Teaching
The Chartered College of Teaching, est un organisme professionnel dans le domaine de l'éducation et de l'enseignement. Fondé en 1846, puis bénéficiaire d'une charte royale en 1849, il prend le nom de College of Preceptors, puis, en 1998 de College of Teachers. En 2017, il prend son nom actuel de Chartered College of Teaching. 

## Histoire
Le collège est fondé en 1846 par un groupe d'enseignants de Brighton, qui souhaitent réglementer leur profession. Un comité provisoire, présidé par Henri Stein Turrell, directeur de l'école Montpelier House à Brighton, se constitue. Une assemblée générale, convoquée le 20 juin 1846 à Londres, réunit 300 directeurs d'école et décide de la création de l'association, présidée par Turrell.
L'un des objectifs de l'association est la mise en place d'examens pour les enseignants des écoles secondaires et de certificats pour les élèves, aussi bien filles que garçons, en Angleterre et au pays de Galles.  
Pendant les années 1870, l'association aide à la reconnaissance des sciences de l'éducation par l'université, soutenant notamment la création d'une chaire universitaire dont Joseph Payne est le premier titulaire, en 1873. Le College of Preceptors reçoit le soutien de Frances Buss, qui incite les enseignantes de la North London Collegiate School à y suivre une formation, notamment Sara Annie Burstall, future directrice de la Manchester High School for Girls, ou encore Sophie Bryant qui lui succède comme directrice de la North London Collegiate School.

## Activités éditoriales

### Revues
- The Educational Times (1847-1923)
- Education Today revue trimestrielle publiée jusqu'en décembre 2016
- Impact revue trimestrielle publiée depuis mai 2017  (ISSN 2514-6955)[4].

### Livres
- Fifty years of progress in Education : a review of the work of the College of Preceptors from its foundation in 1846 to its jubilee in 1896, Londres, College of Preceptors, 1896

## Personnalités associées
- George Boole
- Kitty Anderson
- Joseph Payne
- Beata Doreck (1833-1875), National Froebel Foundation (en)